# La Théorie des cordes
Cet article concerne le roman de José Carlos Somoza. Pour la théorie de physique fondamentale, voir Théorie des cordes.
La Théorie des cordes est un roman de l'auteur espagnol José Carlos Somoza, publié originellement en 2006 aux éditions Plaza & Janés (en) sous le titre Zig Zag. Le roman a été traduit en français par Marianne Millon en 2007, pour les éditions Actes Sud, dans la collection Babel.
Le livre est considéré comme un roman de science-fiction, cependant son intrigue relève d'un thriller doublée d’une promenade du côté des théories physiques du même nom. Notons que certains passages relèvent d'un style horrifique, ce qui apporte une diversité d'écriture au sein de l'œuvre. 
Lors de l'écriture du livre, José Carlos Somoza s'est entretenu avec plusieurs représentants scientifiques, afin de s'assurer de la cohérence des hypothèses physiciennes qu'il expose. Selon l'auteur, ce fut seulement après leur agrément qu'il aura publié son œuvre. Ceci aura eu pour objectif de permettre à l'intrigue de ne pas rentrer en contradiction avec l'état des connaissances scientifiques au moment de l'écriture de l'œuvre, ainsi pour classer La Théorie des cordes il serait judicieux d'employer le terme de Hard science-fiction.

## Intrigue
Elisa Robledo physicienne à Madrid lit un article de journal et reçoit un coup de téléphone qui la bouleverse. Cet évènement la replonge dans une histoire passée terrible lors de laquelle elle travaillait coupée du monde avec une équipe de scientifiques sur la célèbre théorie des cordes.
Un flashback permet de comprendre l'importance de cette période sur la vie d'Elisa. On apprend comment et pourquoi elle fut recrutée, avec qui et sur quoi elle travailla et comment les évènements ont mal tourné, conduisant à un terrible accident.
Un retour au temps présent apporte les réponses aux questions que l'on ne cesse de se poser à mesure que l'intrigue se dévoile.
Cette aventure aura un effet perturbant pour les croyances scientifiques d'Elisa Robledo. Quelques lignes issues du texte : Elle pensa que la science, la véritable science, celle qui change soudain et pour toujours le cours de l'histoire, consistait à ça : à pleurer en voyant une pomme tomber d'un arbre.

## Personnages
| Personnages                   | Rôle/Fonction |
| ----------------------------- | --- |
| Elisa Robledo Morandé         | Personnage principal, brillante physicienne passionnée, elle était arrivée première sur la liste des élèves admis au cours de Blanes. Elle enseigne à Alighierri.                                                                                        |
| Victor Lopera                 | Collègue d'Elisa, et ami d'enfance de Ric, il était arrivé cinquième sur la liste. Il est obsédé par le thème délicat de la religion dans la physique.                                                                                                   |
| Ricardo Valente Sharpe ou Ric | Esprit brillant dans le corps d'un enfant maladif. Camarade de classe d'Elisa, c'est aussi l'ami d'enfance de Victor. Pervers, et ambitieux, il est arrivé deuxième au test, derrière Elisa.                                                             |
| David Blanes                  | Éminent scientifique en physique quantique. Pianiste à ses heures perdus, il est avec Marini celui qui donna une autre dimension à la Théorie des Cordes, avec la théorie du Séquoia. Il est décrit par Elisa comme étant "à sa façon séduisant" (p.82). |
| Sergio Marini                 | Étroit collaborateur de Blanes et désireux de se faire connaître. |
| Colin Craig                   | L'un des mentors en physique des particules de Ric."Un type jeune et séduisant, aux cheveux courts, aux lunettes rondes et avec une barbichette autour de la bouche".                                                                                    |
| Reinhard Silberg              | Professeur en philosophie des sciences et docteur en histoire. |
| Jacqueline Clissot            | Une figure de la paléontologie mondiale, également anthropologue. |
| Nadja Petrova                 | Paléontologue d'origine russe, "presque albinos", étudiante préférée de la française Jacqueline Clissot. Jeune femme aimante et amusante. |
| Rosalyn Reiter                | Disciple appréciée de Reinhard Silberg, diplômée en histoire et philosophie de la science, et experte en histoire du christianisme. |
| Paul Carter                   | Ancien militaire devenu mercenaire, il s'occupe de la coordination des aspects militaires du projet ZigZag. |
| Cheryl Ross                   | Hôtesse de l'île New Nelson. Décrite comme affectueuse et grassouillette, elle a environ la cinquantaine. |
| Albert Grossman               | Ancien Mentor de Blanes, il est atteint d'un Cancer. |
| Marta Morandé                 | Mère d'Elisa, elle possède un salon de beauté : le Piccarda, et est désireuse de profiter de la vie. |

## Réception de l'ouvrage par le public français
La presse spécialisée a accueilli l'œuvre de José Carlos Somoza de façon très positive : par exemple la critique de Patrick Imbert, parue dans le magazine Bifrost no 46, avril 2007 : « La Théorie des cordes s'impose comme le meilleur roman écrit sur la question [...] Plongée psychanalytique dans l'univers des Dix petits nègres à la sauce Planète interdite, le roman de Somoza se dévore d'une traite et horrifie peu à peu son lecteur avec ses descriptions impeccables et cette sensation d'angoisse étonnamment bien rendue ».
Cependant, malgré une bonne réception du livre de la part de critiques spécialisés en science-fiction , l'ouvrage n'a pas eu un très grand succès auprès du public français. Le mélange des thèmes de science-fiction et de sciences physiques restreint le nombre de lecteurs en mesure d'apprécier le sujet.